# OpenWeatherMap
OpenWeatherMapは、Webやモバイルアプリケーションの開発者に、現在の天候や予測履歴を含む各種気象データの無料APIを提供するオンラインサービスである。情報源としては、公的気象情報、空港の気象観測所、レーダーなどからのデータを使用しており、これらデータが独自のアルゴリズムによって加工された結果、行雲図や降雨図のような天気図や正確な天気予報が出力される。上記サービスは、各気象局が関与していることから気象データの精度を高めようとする副次的影響があり注目されている。情報が自由に無料で利用や加工ができるOpenStreetMapやウィキペディアに触発されており、天気図はOpenStreetMapに表示している。

## ライセンス
OpenWeatherMapの提供する地図やタイル等、データ以外のものはクリエイティブ・コモンズ 表示-継承 4.0の下で提供されている他、データベースのみODbL 1.0での提供がなされている。また、Enterprise版のアカウント (有料) は別のライセンスの下での使用が可能である。

## API
現在の天候及び、雲、風速、気圧、降水量などのデータを含む天気予報図をJSON、XML、HTML形式で提供している。最新の天気及び天気予報は約70,000都市別と世界測地系別の2種類のデータがあり、天候情報の更新間隔はAPIを取得するアカウントの種別によって3時間 (Free版) - 10分 (Professional版以上) と異なる。天気予報は3時間単位が5日後までと、Developer版以上のAPIでは1日単位が16日後までのデータが利用できる。ジオコードは名称、郵便番号、世界測地系座標で都市を検索できる。各種天気図はウェブサイトやモバイルアプリケーションとの連携が可能であり、他のWeb Map ServiceやGoogle マップ、OpenLayersのレイヤーと重ねて表示するなどが可能である。